# Сіное
Сіное (англ. Sinoe County) - одне з графств Ліберії.

## Географія
Розташоване на сході центральної частини країни. Межує з графствами: Гранд-Кру (на південному сході), Рівер-Гі (на сході), Гранд-Геде і Німба (на півночі), Рівер-Сесс (на заході). На півдні омивається водами Атлантичного океану. Площа становить 10 133 км². Адміністративний центр - місто Гринвілл.
На території графства знаходиться національний парк Сапо.

## Населення
Населення за даними на 2008 рік - 104 932 людини; середня щільність населення - 10,36 чол./км².
Динаміка чисельності населення графства по роках:
| 1984   | 1986   | 2008    | 2013    |
| ------ | ------ | ------- | ------- |
| 64 147 | 65 400 | 104 932 | 112 212 |

## Адміністративний поділ
В адміністративному відношенні поділяється на 17 округів.